# Jennings, Florida
Jennings är en kommun (town) i Hamilton County i Florida. Vid 2020 års folkräkning hade Jennings 749 invånare.